# 采女神社
采女神社（うねめじんじゃ）は、奈良県奈良市樽井町にある神社。春日大社境外末社。猿沢池の西北畔にあるが、社殿は西向きで池に背を向けている。

## 歴史
『元要記』によると、当社は権中納言藤原朝臣良世卿の建立で、興南院権僧正快祐勧請と記されている。
1902年（明治35年）11月に土塀を撤去し建築したため、現在は東と北に瑞垣を巡らせている。

## 祭神
- 采女命[2]
  - 一説に事代主命とも[1]。

## 采女伝説と采女祭
奈良時代、天皇の寵愛が衰えたことを嘆いた天御門の女官（采女）が猿沢池に入水し(采女伝説)、この霊を慰めるために建立されたのが采女神社の起こりとされる。入水した池を見るのは忍びないと、一夜にして社殿が西を向き、池に背を向けたという。
旧暦8月15日の例祭は采女祭と呼ばれ、この采女の霊を慰めるために執り行われる。

## アクセス
- JR奈良駅または、近鉄奈良駅より徒歩5分

## 外部サイト
- 采女神社ツイッター 定例と不定期な開門の通知と奈良催しを紹介。
- 二人の采女 - 当神社の采女伝説と福島県郡山市の采女神社の采女伝説を題材に採った寮美千子の朗読劇。（紹介記事）